# Anton Pannekoek
Anton Pannekoek (2 de enero de 1873 - 28 de abril de 1960) fue un astrónomo, revolucionario y teórico comunista neerlandés. Empezó su militancia en el ala izquierda de la socialdemocracia alemana, en posiciones próximas a las de Rosa Luxemburgo. Más tarde formó parte de la Izquierda comunista germano-holandesa. Es uno de los fundadores del comunismo consejista.

## Trayectoria política
En 1898 se unió al Partido Obrero Socialdemócrata (SDAP), el principal partido marxista neerlandés.
Al finalizar la Primera Guerra Mundial, a la que se opuso, el Partido se escindió entre gradualistas y revolucionarios lo que le llevó a fundar el Partido Comunista Neerlandés en 1919, junto a David Wijnkopf, Herman Gorter y Henriette Roland-Holst.
Apoyó las posiciones de Rosa Luxemburgo referentes a la huelga de masas, y consideró en un principio que la Revolución de Octubre de 1917 en Rusia fue una revolución proletaria y fue por tanto uno de los impulsores de la Tercera Internacional, de la que fue expulsado en 1921 tras oponerse, con Herman Gorter, a actuar en el parlamento, manteniéndose crítico también con la teoría del partido de vanguardia.
La visión política del marxismo desarrollada por Anton Pannekoek ha recibido el nombre de consejismo por considerar que en los consejos obreros generados por los procesos revolucionarios debe residir toda la capacidad de decisión y gestión, diferenciándose de las opciones partidistas del comunismo desarrolladas por Lenin y en contra de las teorías entristas de Trotski. Consideraba que el comunismo no podía ser otra cosa que el resultado de un proceso revolucionario que condujera a un desarrollo considerable de la democracia unido a la colectivización de los medios de producción.

## Comunismo de consejos
Un reconocido teórico marxista, Pannekoek fue uno de los fundadores del comunismo de consejos y una figura principal de la izquierda radical en los Países Bajos y Alemania. Participó activamente en el Partido Comunista de los Países Bajos, Partido Comunista Obrero de los Países Bajos y el Partido Comunista Obrero de Alemania.
Pannekoek fue conocido por sus escritos sobre los consejos obreros. Los consideraba una nueva forma de organización capaz de superar las limitaciones de las viejas instituciones del movimiento obrero, los sindicatos y los partidos socialdemócratas. Basando su teoría en lo que él consideraba las lecciones prácticas de la Revolución Rusa de 1917, Pannekoek sostenía que la revolución proletaria y la transición del capitalismo al comunismo debían ser realizadas por los propios proletarios, organizados democráticamente en consejos obreros.
Fue un agudo crítico del anarquismo, la socialdemocracia, Vladimir Lenin y el leninismo. Durante los primeros años de la revolución rusa, Pannekoek dio un apoyo crítico a los bolcheviques, una posición compartida por su colega Herman Gorter. Expresó dudas sobre las tendencias autoritarias del leninismo, temiendo por el carácter socialista de la Revolución rusa a menos que ésta encontrase un apoyo rectificador en una revolución proletaria en Occidente. Su análisis posterior del fracaso de la revolución rusa fue que después de que Lenin y los bolcheviques llegaron al poder, vaciaron los soviets de contenido convirtiéndolos de organismos de deliberación y ejecución de la voluntad del pueblo en meros apéndices del partido. Que el bolchevismo en marzo de 1918, solamente cinco meses después de octubre de 1917, despojó a los soviets de su ya disminuido poder fue –como dijeron los comunistas de consejos– una consecuencia lógica de la Revolución de Octubre. Los soviets no eran compatibles con un sistema que era la superestructura política de las relaciones productivas del capitalismo de Estado. En lugar de consejos obreros, los bolcheviques habían instituido el gobierno de su partido, que en opinión de Pannekoek es lo que llevó a la instauración de los bolcheviques como una nueva clase dominante. Expuso sus puntos de vista en su libro de 1938 "Lenin als filosoof : een kritische beschouwing over de filosofische grondslagen van het Leninisme", publicado originalmente bajo el seudónimo J. Harper, traducido al castellano como “Lenin filósofo: Consideración crítica de los fundamentos filosóficos del leninismo”.

## Su trabajo como astrónomo
En su carrera científica, Pannekoek empezó a estudiar la distribución de las estrellas a través de la Vía Láctea, así como la estructura de nuestra galaxia. Más adelante se interesó en la naturaleza de la evolución de las estrellas. Por estos estudios, se lo considera como fundador de la astrofísica como disciplina separada en los Países Bajos.
Aparte de este trabajo teórico, también participó de varias expediciones al exterior para observar los eclipses solares y hacer análisis de espectro de las estrellas. En 1926 viajó en una expedición a la isla de Java con el propósito de hacer un mapa de las Constelaciones Australes. También se interesó en la historia de la astronomía y su libro acerca de ella, A History of Astronomy (Una Historia de la Astronomía), fue publicado en neerlandés e inglés.
Su trabajo en la estructura galáctica, astrofísica y la historia de la astronomía tuvo renombre internacional y le valió un título honorario de la Universidad de Harvard en 1936, así como la Medalla de Oro de la Sociedad Real de Astronomía en 1951. Su nombre es el epónimo del asteroide (2378) Pannekoek descubierto en 1935 y
del cráter lunar Pannekoek.
Fundó el Instituto de Astronomía de la Universidad de Ámsterdam, que hoy lleva su nombre. En 1951 recibió la medalla de oro de la Royal Astronomical Society.

## Citas
«Los trabajadores no deben limitarse a actuar; es preciso que imaginen, reflexionen y decidan todo por sí mismos»
«El capitalismo, en realidad, no es ese mundo que se nos quiere hacer creer de individuos firmando contratos en condiciones de igualdad; es un mundo de clases en lucha»
«El objetivo y la misión de la clase obrera es abolir el sistema capitalista»
«La democracia, dicen, es el gobierno del pueblo. Pero el pueblo no existe, solo existen las clases»
«El poder que derrocará el capitalismo no puede proceder nunca de ninguna parte exterior a la gran masa de los proletarios»
«El movimiento obrero no es débil porque esté dividido; está dividido porque es débil»

## Obras principales
- Pannekoek, Anton. «Los Consejos Obreros». Editorial Irrecuperables, Madrid, 2021.